# Хибър Сити
Хѝбър Сити (на английски: Heber City, звуков файл и буквени символи за произношение ) е град в окръг Уасач, щата Юта, САЩ. Хибър Сити е с население от 9715 жители (2007) и обща площ от km². Намира се на 1708 m надморска височина. ЗИП кодът му е 84032, а телефонният му код е 435.